# János Krizmanich
János Krizmanich (Sopron, Austrohongria, 6 de desembre de 1880 – Budapest, 26 de juliol de 1944) va ser un gimnasta artístic hongarès que va competir a començament del segle xx.
El 1912 va prendre part en els Jocs Olímpics d'Estocolm, on va guanyar la medalla de plata en la prova del concurs complet per equips del programa de gimnàstica. En el concurs complet individual fou dinovè.